# 黑暗靈魂II：失落的王冠
《黑暗靈魂II：失落的王冠》（英语：Crown of the Old Iron King）是2014年动作角色扮演类游戏《黑暗靈魂II》的可下载内容（DLC）三部曲，皆由FromSoftware开发，万代南梦宫娱乐发行。三部曲中的第一部《深淵王的皇冠》於2014年7月發行，隨後《鐵之古王的王冠》於同年8月發行，最終《白王的王冠》於同年9月發行。

## 背景
在《黑暗靈魂II》發行之前，發行商萬代南夢宮娛樂便表示會視玩家反應決定是否推出可下载内容（DLC）。遊戲總監谷村唯(Yui Tanimura)表示，在《黑暗靈魂II》主體遊戲完成後隨即投入DLC的開發工作。早期的設計會議決定讓三部曲盡可能多樣化，而不受《黑暗靈魂II》主線故事的限制。谷村還決定強調玩家在DLC中探索的重要性，並且要利用從主線遊戲中獲得的經驗。2014年6月4日，正式發表《失落的王冠》的發行。每個DLC均可單獨購買或作為完整季票購買。三部曲的每一部都獲得了較高的評價，並且由於採用了與《黑暗靈魂II》中不同的關卡設計，部分評論家視此為基於主線遊戲的改進。

## 遊戲情節
《黑暗靈魂II》的故事開展與前作《黑暗靈魂》中一個名為馬努斯的深淵個體粉碎的無數碎片有關，這些碎片擁有個體意識並開始渴望力量。其中一個碎片以王妃的形象（杜娜湘卓）出現在異國（多蘭古雷格），操縱其國王（汎克拉德）發動戰爭，導致了遊戲的主要衝突。《失落的王冠》的情節則聚焦於另外三個如杜娜湘卓一般的碎片，她們出發前往各個王國以奪取該王國的控制權。